# 布拉加内
布拉加内是巴西巴拉那州的一个市镇。总面积343.321平方公里，总人口6213人，人口密度18.1人/平方公里。